# ويليام إي. كونولي
ويليام إي. كونولي (بالإنجليزية: William E. Connolly)‏ هو عالم سياسة أمريكي، ولد في 6 يناير 1938 في فلينت في الولايات المتحدة.

## وصلات خارجية
- ويليام إي. كونولي على موقع الموسوعة البريطانية (الإنجليزية)